# Le Ballon (Merse)
Pour les articles homonymes, voir Le Ballon.
Le Ballon – en hongrois Léghajó – est un tableau réalisé en 1878 par le peintre hongrois Pál Szinyei Merse. Cette huile sur toile représente un ballon rouge et blanc en plein vol. L'œuvre est conservée au Musée national hongrois, à Budapest.